# 시나 유우
시나 유우(일본어: 椎名優 시이나 유우[*], You Shiina)는 일본의 삽화가이다. 프리랜서로서 라이트 노벨의 표기나 삽화, 게임 패키지 디자인과 캐릭터 디자인 등을 다루고 있다.

## 약력
초등학교 고학년 즈음 부터해서 본격적으로 그림을 그리기 시작해 고교생이 되었을 때는 일러스트 테스트에 투고하였다. 게임 회사에 취직해 프리쿠라 대작전 (1996년)의 캐릭터 디자인을 담았고, 1998년에는 2개월에 걸쳐 제작한 삽화 〈자연조율사〉로 제5회 전격 게임 일러스트 대상 금상을 수상받는다. 그 후 달과 귀부인에게 꽃다발을 (1999년)의 표지, 삽화를 맡아 라이트 노벨의 삽화를 맡기 시작하게 된다. 주로, 미디어 웍스나 후지미 쇼보 (가끔씩은 가도카와 그룹)를 통해 출판되는 라이트 노벨 작품 등을 맡고 있다. 이 라이트 노벨이 대단해! 2008 삽화 부문에서 제28위에 등극하였다.